# Johannes Phocylides Holwarda
Johannes Phocylides Holwarda (Jan Fokkesz, Jan Fokker, Johann Holwarda, Johannes Fokkes Holwarda, Jan Fokkens Holwarda, Jan Fokkes van Holwerd), né le 19 février 1618 à Holwerd et mort le 22 janvier 1651 à Franeker, est un astronome, physicien et philosophe frison. 

## Biographie
Il est professeur de philosophie à l'université de Franeker de 1639 à sa mort.
Il est surtout connu pour sa découverte de la variation de luminosité de Mira (Omicron Ceti). Dans une étude systématique en 1638, il découvrit que Mira disparaissait et réapparaissant selon un cycle variable d'environ 330 jours,. 
Il était un partisan de l'atomisme. Son ouvrage Philosophia Naturalis, seu Physica Vetus-Nova, publié à titre posthume en 1651, définit la matière et la forme : la matière est étendue et divisée en atomes tandis que la forme est la texture des atomes. Selon Phocylides, les corps sont constitués d'atomes et de vide. Les atomes, qui peuvent être soit simples soit composés, sont des corpuscules solides qui reçoivent leur mouvement directement de Dieu.

## Hommage
Le cratère lunaire Phocylides est nommé d'après lui.